# Maserati Tipo 154
La Maserati Tipo 154, anche conosciuta come 151/4 è una autovettura coupé da competizione, costruita dalla Maserati nel 1965.

## Contesto
Era stata studiata per le gare di resistenza ed è stata scherzosamente definita il “furgone da corsa” per il suo aspetto. È stata un'evoluzione della Tipo 152, con telaio rivisto, più convogliatori e prese d'aria, ed una cilindrata più alta. La Tipo 154 montava un propulsore V8 da 5046,8 cm³ di cilindrata.
Durante le prove ufficiali delle 24 Ore di Le Mans del 1965 il pilota Lloyd Casner rimase ucciso su una Tipo 154, dopo che si era capottato ed dopo aver abbattuto due alberi.
Dopo due mesi l'incidente che costò la vita a Casner, il motore della Tipo 154 fu montato sulla Tipo 65.
La Tipo 154 fu l'ultimo modello della Maserati basato sulla classe GT.